# Nyamunyinya
Nyamunyinya är ett periodiskt vattendrag i Burundi.   Det ligger i provinsen Makamba, i den södra delen av landet, 110 km sydost om huvudstaden Bujumbura.
Omgivningarna runt Nyamunyinya är en mosaik av jordbruksmark och naturlig växtlighet. Runt Nyamunyinya är det ganska tätbefolkat, med 179 invånare per kvadratkilometer.